# The Amazing New Electronic Pop Sound of Jean-Jacques Perrey
The Amazing New Electronic Pop Sound of Jean-Jacques Perrey es el octavo álbum del compositor francés Jean-Jacques Perrey y el cuarto álbum en solitario de Perrey, publicado en 1968.

## Carátula
La carátula muestra a tres robots tocando instrumentos encima de un dispositivo electrónico en un desierto amarillo y un hombre de ropa blanca y de pelo negro bailando con una mujer de vestido rosa y pelo rubio. El cielo es de color naranjo con nubes, algunas de ellas emiten tormentas, y arriba de ese cielo naranjo se encuentra un espacio de color negro, donde se encuentra el título del álbum.

## Lista de canciones
Toda la música compuesta por Jean-Jacques Perrey junto a Andy Badale, Elieen Davies, Harry Breuer, Pat Prilly y Gary Carol. 
| The Amazing New Electronic Pop Sound of Jean-Jacques Perrey |                             |          |  |
| N.º                                                         | Título                      | Duración |  |
| 1.                                                          | «Mary France»               | 2:49     |  |
| 2.                                                          | «The LIttle Ships»          | 2:19     |  |
| 3.                                                          | «Island in Space»           | 2:44     |  |
| 4.                                                          | «The Mexican Cactus»        | 2:16     |  |
| 5.                                                          | «Porcupine Rock»            | 2:18     |  |
| 6.                                                          | «The Little Girl From Mars» | 2:58     |  |
| 7.                                                          | «Mister James Bond»         | 3:03     |  |
| 8.                                                          | «Frere Jean-Jacques»        | 2:39     |  |
| 9.                                                          | «Brazilian Flower»          | 1:57     |  |
| 10.                                                         | «In the Heart of a Rose»    | 2:43     |  |
| 11.                                                         | «The Minuet of the Robots»  | 2:18     |  |
| 12.                                                         | «Four, Three, Two, One»     | 2:43     |  |
| 13.                                                         | «Gypsy in Rio»              | 2:03     |  |
| 31:50                                                       |                             |          |  |

## Uso de sus canciones
La canción Mary France fue usada en un video de Youtube publicado en el 12 de mayo de 2014 de nombre "Princess Celestia Being Deep" que en español es titulado "Princesa Celestia siendo Profunda"  En el juego Doki Doki Panic, al final del juego tras ganar la batalla contra el jefe final se usa una versión del tema Mary France.
En 2011 un usuario de llamado David lewandowsky publicó un video llamado "Going to the Store", que usa como tema principal la canción The Little Ships. Más tarde el video se hizo viral y se hicieron varias versiones de este. La canción también se usó en videos llamados "The TomSka and Bing Dance" y "Kirby checks your vibe".
En el episodio 12 de la segunda temporada de la serie 31 minutos, en la nota de "Manualidades con Patana"' se usa la canción The Mexican Cactus y también se usó en un video llamado "Late for Meeting", perteneciente a la serie «Going to the store».
«Brazilian Flower» fue usada por muchas personas a lo largo de los años, entre ellas están el famoso youtuber sueco PewDiePie que lo había usado en dos videos. La primera vez fue un video titulado "Funny Montage (Bonus)" en la canción fue usada en el minuto 0:18 y la segunda fue en el capítulo 70 de la serie Happy Wheels que en ese caso fue usada en el minuto 3:56. La canción se usó también como base para la canción "Banana Boye" y también para el meme Rainbow Bunchie, la canción también fue usada para un comercial de futbol, ese comercial se puede encontrar en la página oficial de Jean-Jacques Perrey. Este tema también se usó en un video cover de la canción llamado "Egg Seal - Brazilian Flower Cover" y también se usó en un video llamado "Brazilian Flower with Color and Toys".
El tema «Four, Three, Two, One» fue usado en un video de la serie «Going to the Store» llamado "Missing the Bus".